# 拉斯科洛拉達斯

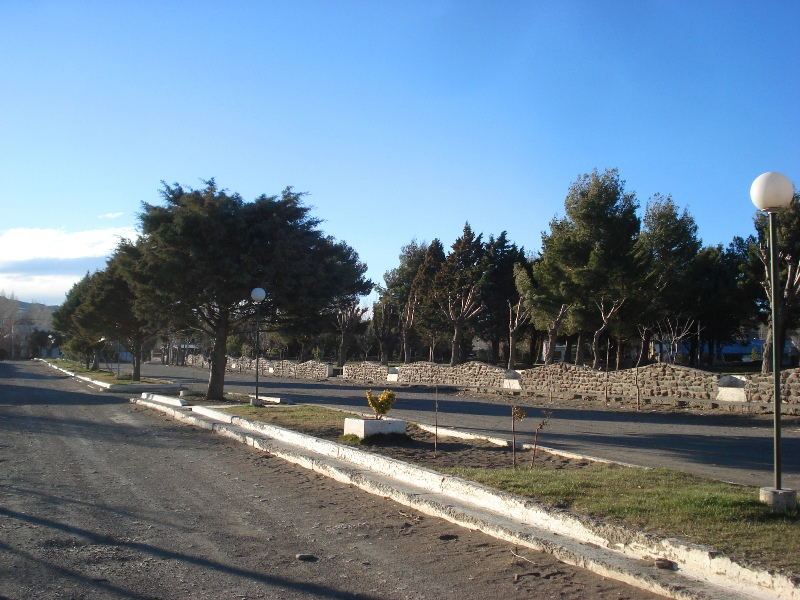
拉斯科洛拉達斯

拉斯科洛拉達斯（西班牙語：Las Coloradas），是阿根廷的城鎮，位於該國西部內烏肯省，是卡坦利爾縣的首府，距離薩帕拉140公里，始建於1926年10月26日，海拔高度974米，2001年人口833。